# R. c. Comeau
R. c. Comeau, est un arrêt de principe de la Cour suprême du Canada concernant la portée du libre-échange entre les provinces du Canada en vertu de l'art. 121 de la Loi constitutionnelle de 1867.

## Contexte constitutionnel
Bien que l'art. 121 de la Loi constitutionnelle de 1867 dispose que « Tous articles du crû, de la provenance ou manufacture d’aucune des provinces seront, à dater de l’union, admis en franchise dans chacune des autres provinces. », la jurisprudence  canadienne sur ce sujet a rarement été certaine. 
Puisque dans l'affaire Gold Seal de 1921, il a été jugé que la disposition est strictement limitée à l'imposition de droits de douane, la disposition a effectivement été traitée comme étant une lettre morte. Cela a conduit les deux paliers de gouvernement à se sentir libres d'imposer une série de barrières non tarifaires au commerce entre les provinces.
Il y a eu, cependant, un débat ultérieur quant à savoir si l'arrêt Gold Seal a été correctement décidé  et s'il passerait un examen minutieux en vertu de la jurisprudence actuelle du droit constitutionnel canadien.

## Les faits
En 2012, Gérard Comeau a traversé la frontière pour se rendre à Pointe-à-la-Croix, au Québec, depuis son domicile de Tracadie, au Nouveau-Brunswick[, pour acheter de la bière dans un magasin de la Première Nation micmaque Listuguj à un prix moins cher que ce qu'il pouvait obtenir dans sa province natale. Il a été pris dans une opération d'infiltration et a reçu une contravention de près de 300 $ pour possession d'alcool non acheté de la Société des alcools du Nouveau-Brunswick, en violation de la Loi sur la réglementation des alcools de cette province.

## Procès
En 2015, Comeau a contesté la contravention lors d'un procès à Campbelltown, au Nouveau-Brunswick. Sa défense, appuyée par la Fondation de la constitution canadienne , comprenait une contestation constitutionnelle fondée sur l'art. 121 L.C. 1867.
En avril 2016, le juge de première instance a invalidé les dispositions, déclarant : «  Ce contexte historique conduit à une seule conclusion : les Pères de la Confédération voulaient établir le libre-échange entre les provinces du Canada nouvellement formé.
En apprenant sa victoire, Comeau a déclaré :

« À mon avis, je suis citoyen canadien. Je ne vois aucune raison pour laquelle je ne pourrais pas aller acheter des marchandises n'importe où dans ce pays et les rapporter à la maison. Vous pouvez acheter n'importe quoi d'autre comme des voitures, des vêtements, tout. Sauf pour la bière. »

## Appel
Le procureur de la Couronne local a demandé l'autorisation d'interjeter appel de la décision directement auprès de la Cour d'appel du Nouveau-Brunswick, qui a rejeté sommairement la demande en octobre 2016. 

## Audience en Cour suprême
L'autorisation d'interjeter appel a été accordée par la Cour suprême du Canada en mai 2017, pour laquelle l'audience a eu lieu en décembre 2017.
Outre Comeau et le procureur général du Nouveau-Brunswick, 24 intervenants ont également été entendus et une  audience de deux jours fut tenue à la Cour, ce qui est rate. Dans un mémoire conjoint, les producteurs agricoles ont soutenu que le maintien de la décision menacerait le système canadien de gestion de l'offre. Alors que le Nouveau-Brunswick a affirmé qu'il cherchait à conserver son droit de générer des revenus d'alcool, d'autres provinces étaient plus équivoques sur la question. Il y avait très peu de terrain d'entente entre les parties quant au type de critère à appliquer en ce qui concerne la portée de l'art. 121.

« Les répercussions de ces interprétations divergentes de l’art. 121 de la Loi constitutionnelle de 1867 sont considérables. Si l’interprétation large que préconise M. Comeau est celle qui convient, des régimes législatifs fédéraux et provinciaux dans de nombreux domaines — environnement, santé, commerce, politiques sociales — pourraient être invalides. Si c’est une interprétation plus étroite qui convient, l’effet juridique de l’art. 121 se limite aux tarifs, ou à ses équivalents fonctionnels. »

- Le Nouveau-Brunswick a plaidé que l'arrêt Gold Seal ne devrait pas être abandonné, mais plutôt réinterprété pour soutenir que les lois qui discriminent directement le commerce interprovincial ne seraient exécutoires que si elles étaient nécessaires pour atteindre un « objectif important et non protectionniste ».
- Beaucoup ont plaidé en faveur d'un « critère de l'essence et de l'objet » semblable à celui qui avait été proposé par le juge Ivan Rand en 1958, qui croyait que l'art. 121 interdisait toute barrière commerciale (tarifaire ou non tarifaire) qui restreignait ou limitait « la libre circulation du commerce à travers le Dominion »[14].
- Le Conseil des consommateurs du Canada a proposé que toute loi fondée sur l'emplacement, directement ou par procuration, pour discriminer le commerce interprovincial serait présumée invalide, mais une telle présomption pourrait être renversée si la loi était proportionnée et était nécessaire pour atteindre un objectif non protectionniste .
- La Chambre de commerce du Canada a plaidé en faveur d'un « test de proportionnalité », où l'on examinerait si un intérêt public légitime pourrait être atteint par une mesure ayant un impact moindre sur le commerce interprovincial.
- Canada's National Brewers a plaidé en faveur d'un « test de discrimination » en deux étapes, incorporant des éléments de la décision de la Cour suprême des États-Unis dans Granholm v. Heald[15] ainsi qu'une analyse similaire à celle utilisée par le test Oakes[20] dans la jurisprudence relative à la Charte.
- Comeau a rejeté ces arguments en affirmant que de telles positions intermédiaires ne serviraient qu'à maintenir le statu quo et que « toute entrave à la circulation des biens d’une province à une autre »[16] liée aux frontières provinciales est interdite en vertu de l'art. 121 L.C. 1867.

## Jugement de la Cour suprême
Le pourvoi du ministère public est accueilli. 

## Motifs du jugement
Dans une opinion commune de la Cour, la Cour a estimé que le juge de première instance avait commis une erreur en s'écartant des décisions antérieures de la Cour. Sous réserve des exceptions extraordinaires énoncées dans les arrêts Canada (Procureur général) c. Bedford et Carter c. Canada (Procureur général), la règle du stare decisis exige qu'un tribunal inférieur applique les décisions des tribunaux supérieurs aux faits dont il est saisi et les exceptions ne s'appliquaient pas dans ce cas. La preuve historique admise au procès a également été jugée insuffisante à cet égard.

« . Le principe du fédéralisme milite contre une telle interprétation — l’objectif est l’équilibre et la capacité, non pas le déséquilibre et les lacunes constitutionnelles. Les gouvernements fédéral et provinciaux devraient pouvoir adopter des lois qui imposent des charges accessoires sur les biens qui circulent d’une province à une autre, compte tenu du régime de la Loi constitutionnelle de 1867 dans son ensemble, et plus particulièrement du partage des compétences : Murphy, p. 638 et 641, le juge Rand. C’est ce qu’illustre l’arrêt Gold Seal. Si le gouvernement fédéral n’avait pas pu adopter sa loi interdisant que des boissons alcooliques passent les frontières des provinces prohibitionnistes, il y aurait eu un hiatus législatif et le régime coopératif qui visait à permettre à ces provinces de faire en sorte que l’alcool ne franchisse pas leurs frontières n’aurait pas pu voir le jour. »

La Cour a accepté l'invitation à fournir des conseils sur la façon d'appliquer l'art. 121 L.C. 1867 dans la jurisprudence future :
- L'art. 121 L.C. 1967 n'impose pas le libre-échange absolu à l'échelle du Canada. Il interdit aux gouvernements de percevoir des tarifs ou des mesures similaires (mesures qui, par leur essence et leur objet, entravent le passage des marchandises à travers une frontière provinciale); mais il n'interdit pas aux gouvernements d'adopter des lois et des régimes réglementaires visant d'autres objectifs qui ont des effets secondaires sur le passage des marchandises à travers les frontières provinciales[23]. La preuve historique, au mieux, n'apporte qu'un appui limité à l'opinion selon laquelle les mots « admis en franchise » à l'art. 121 L.C. 1867 se voulait une garantie absolue d'un commerce libre de toutes barrières[24].
- Le contexte législatif de l'art. 121 indique qu'il faisait partie d'un régime qui a permis le transfert des droits de douane, d'accise et de prélèvements similaires des anciennes colonies au Dominion; qu'elle doit être interprétée comme s'appliquant aux mesures qui augmentent le prix des marchandises lorsqu'elles franchissent une frontière provinciale; et qu'elle ne devrait pas être interprétée de manière si large qu'elle empiéterait sur les pouvoirs législatifs en vertu des art. 91 et 92 de la Loi constitutionnelle de 1867[25].
- La disposition n'est pas de nature périmée, car sa formulation montre qu'elle n'était ni transitoire ni limitée dans le temps[26].
- Elle doit être interprétée selon le principe du fédéralisme tel qu'il a été conçu dans la jurisprudence constitutionnelle canadienne[27]. Ni l'argument de Comeau en faveur d'une intégration économique complète, ni l'argument de la Couronne en faveur d'une latitude élargie pour les gouvernements d'imposer des barrières aux marchandises traversant leurs frontières, ne peuvent être acceptés dans l'interprétation de ce principe[28]. À cet égard, (1)«  d’interdire les lois qui, de par leur essence et leur objet, restreignent ou limitent la libre circulation des biens dans tout le pays », et (2) « les lois qui n’ont qu’un effet accessoire sur le commerce dans le contexte de régimes réglementaires plus larges qui ne visent pas à entraver le commerce n’ont pas pour objet de restreindre le commerce interprovincial et n’enfreignent donc pas l’art. 121. »[29].
- Une partie qui allègue qu'une loi viole l'art. 121 L.C. 1867 doit établir que la loi, de par son essence et son objet, restreint le commerce à travers une frontière provinciale[30]. Il doit être démontré que (1) « La loi doit avoir, comme un tarif, une incidence sur la circulation interprovinciale de biens, une incidence qui, à la limite, peut consister en une interdiction pure et simple. », et (2) «  la restriction au commerce interprovincial constitue l’objet principal de la loi, de sorte que ne sont pas visées les lois adoptées pour l’atteinte d’autres objets, comme des lois qui font rationnellement partie de régimes législatifs plus larges dont les objets ne sont pas liés à l’entrave au commerce interprovincial. »[31] et par conséquent ne violent par l'art. 121 L.C. 1867.

Dans le cas immédiat, il a été jugé que l'objectif du régime du Nouveau-Brunswick n'est pas d'entraver pas le commerce à travers une frontière provinciale, mais qu'il vise plutôt à permettre la surveillance publique de la production, du mouvement, de la vente et de la consommation d'alcool au Nouveau-Brunswick.